# Ungdomsminister
Ungdomsminister kallas det minister i ett lands regering som har på sitt bord och är ansvarig att driva ungdomsärenden i regeringsarbetet. I vissa länder har posten har historiskt förflyttats mellan ett flertal olika departement och har oftast ingått i en bredare ministerportfölj, exempelvis inkluderande utbildnings och kulturfrågor.